# Amda Seyon II.
Endreyas (äthiop. አንድሬያስ, auch Andreas genannt; Thronname Amda Seyon II. ዓምደ ፡ ጽዮን; * um 1490; † 26. Oktober 1494) war 1494 für wenige Monate Negus Negest (Kaiser) von Äthiopien.
Er war der Sohn des Kaisers Eskandar und der zweiten Frau seines Großvaters Beyde Maryam I. Endreyas entstammte der regierenden Salomonischen Dynastie.
Nach der Ermordung seines Vaters im Frühjahr 1494 kam es zwischen den drei Machtgruppen Äthiopiens zu einem Bürgerkrieg um die Thronfolge. Endreyas war der Favorit des Regenten Bitwoded Amda Mikael. Dieser konnte sich im Verlauf der Auseinandersetzungen gegen die Gruppen um die kaiserlichen Prinzen Na’od und Enqo Israel, beides Brüder von Kaiser Eskandar, durchsetzen und Endreyas im Juni 1494 unter dem Namen Amda Seyon auf den äthiopischen Kaiserthron setzen. Als Regent für das Kind auf dem Thron übte Amda Mikael praktisch die uneingeschränkte Herrschaft über Äthiopien aus. Allerdings hielt sich Endreyas nur sieben Monate auf dem Kaiserthron. Bereits am 26. Oktober 1494 verstarb der junge Kaiser plötzlich und unerwartet.
Vermutlich mit Unterstützung der Provinzherrscher wurde der zuvor beim Kampf um die Kaiserkrone unterlegene Na'od zum neuen Kaiser ausgerufen.
Da er als Kind und nur sehr kurze Zeit auf dem Thron saß, war Endreyas einer der unbedeutendsten Kaiser Äthiopiens. In den Herrscherlisten wird er meist unter seinem Thronnamen Amda Seyon II. geführt.

## Bemerkung
Taddesse Tamrat schreibt dazu: „Amda-Seyon's reign lasted for only six months, and even the hagiographer betrays a sense of great relief at the announcement of his death.“ 1
„Amda Seyons Regentschaft dauerte nur sechs Monate, und selbst die Hagiographen lassen eine große Erleichterung bei der Verkündung seines Todes vermuten.“
Aufgrund der komplizierten Umschrift aus dem Amharischen kann die Schreibweise äthiopischer Eigennamen in verschiedenen Publikationen unterschiedlich sein.